# ガルディミムス
ガルディミムス（Garudimimus 「ガルダもどき」の意味）は白亜紀後期に現在のモンゴルに生息した基底的なオルニトミモサウルス類の獣脚類恐竜の属の一つである。

## 発見と命名
1981年にソ連-モンゴル共同ゴビ砂漠調査隊によりウムヌゴビ県のバイシンツァフで獣脚類の骨格が発見された。同年、この標本はリンチェン・バルスボルドによりタイプ種Garudimimus brevipes として命名された。属名はモンゴルの仏教神話の生物「ガルダ」とラテン語で「まねもの」を意味するmimus を組み合わせたものである。種小名はラテン語で「短い」を意味するbrevis と「足」を意味するpes から派生したもので、中足骨が短いことについて言及したものである。
ホロタイプ標本GIN 100/13はバインシレ層の上部白亜系の堆積岩から発掘された。この地層の成層は不明であるが、セノマン期からカンパニア期の可能性が高い。この標本はかなり完全で関節した骨格であり、頭骨が含まれるが、肩帯、四肢と尾の先端を欠き、亜成体のものである。かつてフィリップ・カリーによりアーケオルニトミムスの標本の一部がガルディミムスのものであると主張されたことがあるものの、現在ではこの標本がガルディミムスの唯一の標本とみなされている。この標本は2004年と2005年の小林快次による研究で初めて詳細な記載が行われた。

## 特徴
ガルディミムスはやや小型のオルニトミモサウルス類である。2010年のグレゴリー・ポールによる推定では体長2.5 m、体重30 kgと推定されている。大腿骨の長さは371 mmである。
初期のオルニトミモサウルス類であり、より派生的なオルニトミムス科ほど高速に走ることに適応していない。比較的脚部が短く、足が重厚で、臀部では腸骨は短く、多くのオルニトミムス科ほど脚部の筋系が発達していなかったようだ。他のオルニトミムス科では第一、第五趾がなく、三本の趾を持つのに対して、ガルディミムスは四本の趾と第一趾の痕跡を持つ。頭部では顎はとても真直ぐで歯がなく、吻部の先端は他のオルニトミモサウルス類に比べて丸く、目が大きかった。
以前はこの「原始的な」オルニトミモサウルス類には眼窩の前の頭骨の頂部に涙骨の角があると考えられていた。しかし、最近の研究ではこの「角」は単に鼻骨の端がずれて後ろを向いたものだと示されている。ガルディミムスに関する他の以前の間違いはトーマス・ホルツが指摘したように足が不正確に復元されており、実際にはアークトメタターサルで第三中足骨の上部が中足骨の前面に出ておらず、 同じ状態にあるティラノサウルス科との強い関連性を証明している。しかし、小林はこの点に関してバルスボルドの最初の記載が正しく、アークトメタターサルではなかったと結論している。

## 系統
当初ガルディミムスはバルスボルドにより1981年に独自のガルディミムス科（Garudimimidae）に分類されていたが、長らく詳細の不明であったデイノケイルスの調査の進展によって両者は分岐学的にかなり近い距離にいることがわかり、2014年にイ・ヨンナムによってデイノケイルスを模式属としたデイノケイルス科（Deinocheiridae）に再分類された。

## 生態
ガルディミムスは雑食性であった可能性がある。
ガルディミムスと現生の鳥類や爬虫類との強膜輪の比較から周日行性つまり短い間隔で終日活動したと示唆される

## 参照
1. ↑  Rinchen Barsbold, 1981, "Bezzubyye khishchnyye dinozavry Mongolii", Sovmestnaia Sovetsko-Mongol’skaia Paleontologicheskaia Ekspeditsiia Trudy 15: 28-39
2. ↑  Kobayashi, Y., 2004, Asian ornithomimosaurs. PhD Thesis, Southern Methodist University. 340 pp
3. 1 2 3 4  Kobayashi, Y. and Barsbold, R. (2005). "Reexamination of a primitive ornithomimosaur, Garudimimus brevipes Barsbold, 1981 (Dinosauria:Theropoda), from the Late Cretaceous of Mongolia." Canadian Journal of Earth Sciences, 42: 1501–1521.
4. ↑  Paul, G.S., 2010, The Princeton Field Guide to Dinosaurs, Princeton University Press p. 112
5. ↑  Dixon, Dougal (2006). The Complete Book of Dinosaurs. London: Hermes House. p. 190. ISBN 0-681-37578-7
6. ↑  Schmitz, L.; Motani, R. (2011). “Nocturnality in Dinosaurs Inferred from Scleral Ring and Orbit Morphology”. Science 332. doi:10.1126/science.1200043. PMID 21493820.